# James Savage
James Savage, ou Jim Savage, (1817–1852), foi um militar da milícia do estado norte-americano da Califórnia que ocupou o posto de major no batalhão Mariposa, durante a Guerra da Mariposa ("Mariposa War"), que aconteceu na região hoje ocupada pelo Parque Nacional de Yosemite.